# Сульт, Пьер-Бенуа
Пьер-Бенуа Сульт (19 июля 1770, Сент-Аман-ла-Бастид — 7 мая 1843, Тарб) — французский военачальник, кавалерист, дивизионный генерал, брат маршала Никола Жана де Дье Сульта.

## Биография
Родился 19 июля 1770 года, на полтора года позже брата. Сын Жана Сульта, нотариуса, и мадам Мари-Брижит де Гренье. В 1788 году поступил на службу в пехотный полк Турени. С началом Французской революции, в 1792—1793 годах служил в Рейнско-Мозельской армии ординарцем генерала (будущего маршала) Лефевра, участвовал в сражении при Флерюсе. После этого служил в Самбро-Мааской армии ординарцем у своего брата, только что произведённого в бригадные генералы. В 1794 году при переправе через реку Лан, Пьер-Бенуа Сульт спас жизнь генералу Клейну. Вскоре после этого, в деле у местечка Штайнберг-ам-Зе во главе 30 человек разоружил 300 австрийских гусаров, и был произведён в лейтенантский чин. В 1799 году произведён генералом (также будущим маршалом) Массеной в шефы эскадрона за отличие во втором сражении под Цюрихом. Его старший брат в этом сражении был ранен и попал в плен.
Когда генерал Никола Сульт был обменян, он принял участие в обороне Генуи. С ним рядом находился его брат. Генуя защищалась самоотверженно, но вынуждена была капитулировать, в результате чего в плен попали уже оба брата. Свободу им принесла победа Бонапарта и Дезе в битве при Маренго.
14 июля 1804 года Пьер-Бенуа Сульт стал шевалье ордена Почётного легиона.
С 1808 по 1812 год он сражался в Испании. Командуя кавалерийскими отрядами, выделенными из корпуса старшего брата, Пьер-Бенуа успешно сражался против испанских партизан и участвовал в сражениях с англичанами. Он находился рядом со старшим братом вплоть до сражения при Тулузе 10 апреля 1814 года. После реставрации Бурбонов, Пьер-Бенуа Сульт, к тому времени уже дивизионный генерал и барон империи, вернулся было к мирной жизни, но уже вскоре Наполеон вновь высадился во Франции, началась эпоха, вошедшая в историю, как Сто дней. Братья Сульт решительно поддержали Наполеона. Маршал Никола Жан возглавил штаб армии, Пьер-Бенуа — кавалерийскую дивизию. Оба сражались при Линьи. После этой битвы, дивизия Пьера Сульта была выделена для преследования пруссаков в состав контингента маршала Груши. При дивизии находился командир корпуса, великолепный кавалерийский командир Клод Пажоль, тогда как две другие его дивизии оставались в составе главной армии. Под двойным руководством Сульта и Пажоля дивизия сражалась с прусским арьергардом у города Вавр, но на гром пушек битвы при Ватерлоо маршал Груши не пошел.
После Второй реставрации Бурбонов Пьер-Бенуа Сульт был уволен в отставку и до 1824 года не служил. В 1825 году король Карл X вернул его на службу и наградил степенью Великого офицера ордена Почётного легиона. Несмотря на это, оба брата поддержали Июльскую революцию 1830 года. Пьер-Бенуа Сульт был награждён высшей степенью — большим орлом ордена Почётного легиона и получил в своё командование военный округ.
В 1836 году он вышел в отставку. Имя генерала Сульта написано выбито на южной стене Триумфальной Арки в Париже среди других имён героев эпохи Наполеона.